# Лудвиг IV
Лудвиг IV фон Хесен и при Райн, пълно име Фридрих Вилхелм Лудвиг Карл (на немски: Friedrich Wilhelm Ludwig Karl von Hessen und bei Rhein; * 12 септември1837, Бесунген; † 13 март 1892, Дармщадт) е велик херцог на Хесен и при Рейн (1877 – 1892).

## Живот
Той е най-възрастният син на принц Карл фон Хесен-Дармщат (1809 – 1877) и съпругата му Елизабет Пруска (1815–1885), дъщеря на принц Вилхелм от Прусия. Баща му Карл е по-малък брат на велик херцог Лудвиг III (1806 – 1877), който е бездетен и го определя за свой наследник след отказа на брат му Карл по здравословни причини.
Лудвиг се жени на 1 юли 1862 г. в Осбърн Хаус на остров Уайт в Англия за принцеса Алиса Сакс-Кобург-Готска (1843 – 1878), втората дъщеря на кралица Виктория и Алберт фон Сакс-Кобург-Гота. Останал вдовец през 1878 г. той се жени на 30 април 1884 г. морганитически за Александрина фон Хутен-Чапска (* 3 септември 1854, Варшава; † 8 май 1941, Вьове/Швейцария), дъщеря на граф Адам фон Хутен-Чапски (1819 – 1884), която е издигната на графиня фон Ромрод. По настояване на княжеските роднини бракът е анулиран същата година.
Лудвиг IV умира на 54-годишна възраст. Погребан е в парк „Розенхьое“ в Дармщат.

## Деца
От Алиса Сакс-Кобург-Готска има седем деца:
- Виктория Алберта Елизабет Матилда Мари (1863 – 1950)

∞ 1884 Лудвиг Александър фон Батенберг (1854 – 1921)
- Елизабет Александра Луиза Алиса (1864 – 1918), по-късно Елизавета Фьодоровна

∞ 1884 руския велик княз Сергей Александрович (1857 – 1905)
- Ирена Луиза Мария Анна (1866 – 1953)

∞ 1888 принц Хайнрих фон Прусия (1862 – 1929), син на крал Фридрих III
- Ернст Лудвиг Карл Албрехт Вилхелм (1868 – 1937), последният велик херцог на Хесен и при Рейн

∞ 1. 1894 – 1901 (развод) Виктория Мелита фон Саксония-Кобург и Гота (1876 – 1936)
∞ 2. 1905 Елеонора фон Золмс-Хоензолмс-Лих (1871 – 1937)
- Фридрих Вилхелм Август Виктор Леополд Лудвиг (1870 – 1873), умира от падане от прозорец
- Виктория Алиса Хелена Луиза Беатриса (1872 – 1918), по-късно Александра Фьодоровна

∞ 1894 цар Николай II от Русия (1868 – 1918)
- Мари Леополдина Виктория Феодора (1874 – 1878), умира от дифтерит